# バレー国際空港
バレー国際空港（バレーこくさいくうこう、英: Valley International Airport）は、アメリカ合衆国テキサス州ハーリンジェン市にある空港である。3本の滑走路を有し、リオグランデバレー国際空港としても知られている。リオグランデバレー地区では2番目に旅客取り扱いの多い空港である。

## 歴史
かつてはハーリンジェン空軍基地であったが、基地の閉鎖後に自治体に引き渡された。1967年、ハリケーン「ビューラー」によってハーリンジェン空港が水没した後に、バレー国際空港としての運用が開始されている。
かつてテキサスインターナショナル航空が就役していた1974年時点では、本空港とダラス・サンアントニオ・ヒューストンの3都市間を移動する旅客数は年間12万3000人程度であったが、サウスウエスト航空が就航開始すると旅客数が急増、1975年の同区間の旅客数は32万5000人と倍以上の増加をみた。短区間を低運賃で高頻度運航するという、サウスウエスト航空の戦略の正当性が実証されることになった空港である。

## 空港施設
セキュリティゲートを通過したあとの空港内コンコースは南北2つに分かれている。南側はサウスウエスト航空とコンチネンタルが使用しているが、北側はサンカントリー航空の発着時以外は使用されていない。かつてコンチネンタルは北側コンコースを使用していたが、アメリカン航空が撤退したあとに7番ゲートに移転している。
搭乗ゲートは7箇所設置されているが、通年使用されているのは南側の3箇所だけで、うち2箇所をサウスウエスト航空が、1箇所はコンチネンタルが使用している。残る北側の搭乗ゲートは季節運航のサンカントリー航空が使用することがある。

## 就航路線
| 航空会社                   | 就航地                                                |
| -------------------------- | ----------------------------------------------------- |
| サウスウエスト航空         | オースティン、ヒューストン/ホビー、 季節：ダラス/ラブ |
| アメリカン・イーグル       | ダラス、 季節：シカゴ/オヘア                          |
| デルタ・コネクション       | 季節：ミネアポリス                                    |
| ユナイテッド・エクスプレス | ヒューストン                                          |
| フロンティア航空           | デンバー、ラスベガス、オーランド                      |
| サンカントリー航空         | 季節：ミネアポリス                                    |
| ビバアエロブス             | モンテレイ                                            |

### 貨物
- フェデックス・エクスプレス
- UPS航空
- DHLアビエーション
- ABXエア
- サウスウエストカーゴ

## 近隣の空港
- ブラウンスビル・サウスパドリーアイランド国際空港 (BRO) …(南東20マイル)
- マッカレン・ミラー国際空港 (MFE) …(西40マイル)